# Holger Munk
Holger Aage Johannes Munk f. Pedersen (17. juli 1892 på Munksgaard, Vintersbølle ved Vordingborg – 3. september 1974 i Frederikssund) var en dansk historiker og faglitterær forfatter, dr. phil. 1955 fra Københavns Universitet og derefter mangeårig forstander for Frederikssund Handelsskole. Han voksede op på gården Munksgård øst for Nyråd og hans rødder i den sydsjællandske egn prægede ham livet igennem, også i hans videnskabelig arbejder, der næste alle har udgangspunkt i bøndernes liv på det Vordingsborgske krongods og under de godser som det blev udstykket i ved salget i 1774. Hans doktordisputats var "Rytterbonden - en landbrugs- og kulturhistorisk studie fra Vordingborg Rytterdistrikt 1718-1768". I Munk's ”Hasselskoven” beskriver han den specielle og egnstypiske udnyttelse af produkter fra underskoven, nemlig hasselkæppe til tøndebånd og frugtdyrkning.
Han var far til ambassadør Troels Munk (1919-2005).
Holger Munk og hans hustru Esther f. Schmidt (1893-1986) ligger begravet i en lille lund på Munks Banke (Webside ikke længere tilgængelig) nær hans fødegård.

## Bøger af Holger Munk
- Holger Munk (1951) Hesten i Sydsjælland gennem 200 Aar, 1700-1900: En Undersøgelse af Hestens Udvikling gennem de to hundrede Aar fra Landrace til Frederiksborgrace og en Belysning af Sammenspillet: Bonden og hans Heste. København: Det kongelige danske Landhusholdningsselskab. 171 s.
- Holger Munk (1955) Rytterbonden: En landbrugs- og kulturhistorisk Studie fra Vordingborg Rytterdistrikt 1718-1768. 1. Gaard, Jord og Besætning. København: Det Danske Forlag. 379 p.[1]
- Holger Munk (1969) Hasselskoven, en skov- og landbrugskulturhistorisk studie fra Sydsjælland i 1600-1700. Forlaget Færgegården, Frederikssund. 249 p.
- Holger Munk (1962) Jægerspris Færgegaard gennem fire hundrede aar. G.E.C. Gads forlag. 425 s.[2]
- Holger Munk (1966) Mindets lyse spil. Barndomsminder fra en gård i Sydsjælland omkring århundredskiftet. Næstved Tidende og Forlaget Færgegården, Frederikssund. 174 s.[3]